# Los Mochis
Los Mochis – miasto w zachodniej części meksykańskiego stanu Sinaloa, położone w odległości kilku kilometrów od wybrzeża Pacyfiku nad Zatoką Kalifornijską. Miasto jest siedzibą władz gminy Ahome.
W Los Mochis kończy bieg jedna z najważniejszych linii kolejowych Meksyku Ferrocarril Chihuahua al Pacífico (El Chepe) łącząca miasto Chihuahua z wybrzeżem Oceanu Spokojnego, uważana za najbardziej widowiskową linę kolejową na kontynencie, przejeżdżająca między innymi przez Kanion Miedziany, pod względem rozmiarów rozleglejszy i głębszy niż Wielki Kanion Kolorado. 

## Klimat
Klimat w Los Mochis jest tropikalny i w zależności od pory roku wilgotny lub suchy. Lata są skrajnie gorące we dnie temperatura 40 °C a nocami nie spadająca poniżej 26 °C z bardzo dużą wigotnością potęgującą wrażenie bardzo gorących nocy. We dnie są upały a Indeks Gorąca (Heat Index) może sięgnąć 45 °C, opady są częste i mogą być bardzo gwałtowne. Zimy są ciepłe, temperatura może sięgać 30 °C w ciągu dnia, lecz jest sucho i opadów jest bardzo mało lub wcale.